# Concert per a piano núm. 1 (Reinecke)
El Concert per a piano núm. 1 en fa sostingut menor, op. 72, fou compost el 1867 per Carl Reinecke. Té una durada d'uns 24 minuts.

## Origen i context
Carl Reinecke, tot i haver estat un creador prolífic amb unes 300 composicions, és conegut principalment per les cadències que va escriure per a concerts d'altres compositors, més que per les seves pròpies obres. Va debutar com a violinista amb només 11 anys, però ben aviat va recórrer Europa com a pianista abans de centrar-se en la pedagogia. Finalment, es va establir a Leipzig, on va esdevenir professor de piano i composició al Conservatori.
Reinecke va escriure quatre concerts per a piano i un Concertstück per a piano i orquestra. El primer, en la tonalitat "romàntica" de fa sostingut menor, va gaudir d’una gran reputació en el seu temps. Finalitzat el 1867, el compositor el va interpretar amb freqüència, aconseguint un notable èxit durant la seva estada a Londres l’abril de 1869.

## Moviments
- Allegro
- Adagio ma non troppo
- Finale. Allegro con brio

## Música
A diferència dels de Liszt, els concerts per a piano de Reinecke no són obres virtuoses, sinó composicions romàntiques amb una estructura més "tradicional". En lloc d'un final tempestuós dissenyat per emocionar els espectadors, l'Adagio (el més breu dels tres moviments) deixa una impressió profunda que reflecteix tant la simpatia com l'exigència que caracteritzaven l'enfocament de Reinecke a la seva música i la seva vida.